# Чардинін Олексій Миколайович
Чардинін Олексій Миколайович (1940—2007) — радянський, російський кінооператор. Лауреат Державної премії СРСР (1974).

## Життєпис
Народився 29 травня 1940 р.
У кіно — з 1956 року: після семирічної школи, по стопах матері М. Чардиніної, монтажера Одеської кіностудії, пішов працювати на Ризьку кіностудію асистентом режисера.
Закінчив Всесоюзний державний інститут кінематографії (1964). Після закінчення інституту — оператор-постановник кіностудії ім. М.Горького.
Був асистентом оператора на картині «Звичайне диво» (1964)
Зняв картини: «Журналіст» (1966, 2-й оператор), «Дивак з 5 „Б“» (1972, у співавт. з Г. Тутуновим), «Якщо це трапиться з тобою» (1973), «Іван та Марія» (1974), «Поле перейти» (1976), «Пригоди маленького тата» (1979), (рос.) «Не ставте Лісовику капкани…» (1981), «Вогнище в білій ночі» (1984), «За явною перевагою» (1986), «Після війни — мир» (1988), «Заряджені смертю» (1991, у співавт. з О. Ковальчуком), «Всупереч усьому» (1993), «Транзит для диявола» (1999, 6 с, у співавт.; також, знявся в епізод. ролі) та ін.
Зняв на Одеській кіностудії кінокартину «День янгола» (1968, за участю оператора А. Осипова).
Був першим чоловіком актриси Лариси Лужиної.
Пішов з життя після важкої і тривалої хвороби 15 травня 2007 р.